# Srednje Selo (Pleternica)
Srednje Selo je naselje u Republici Hrvatskoj u Požeško-slavonskoj županiji, u sastavu grada Pleternice.

## Zemljopis
Srednje Selo je smješto oko 6 km zapadno od Pleternice na cesti prema Požegi,  susjedna naselja su Kuzmica na zapadu te Viškovci na istoku .

## Stanovništvo
Prema popisu stanovništva iz 2011. godine Srednje Selo je imalo 285 stanovnika.
| broj stanovnika | 69    | 62    | 75    | 99    | 137   | 118   | 114   | 120   | 112   | 118   | 171   | 169   | 200   | 261   | 312   | 285   | 253   |
|                 | 1857. | 1869. | 1880. | 1890. | 1900. | 1910. | 1921. | 1931. | 1948. | 1953. | 1961. | 1971. | 1981. | 1991. | 2001. | 2011. | 2021. |